# Muktinath
Muktinath (en népalais : मुक्तिनाथ) est un comité de développement villageois du Népal situé dans la zone de Dhawalagiri dans le district de Mustang. Au recensement de 2011, il comptait 628 habitants.
Ce comité de développement villageois est constitué des villages suivant:
- Chhuchhumb (3 340 m) ;
- Gumba (3 610 m) ;
- Khinga (3 380 m) ;
- Kunjok (3 380 m) ;
- Lhatuk (3 526 m) ;
- Lupra (3 020 m) ;
- Muktinath (3 664 m) ;
- Purang (3 576 m)) ;
- Ranipauwa (3 664 m) ;
- Tonga (3 310 m).

## Ranipauwa (3 664m)
Ranipauwa avec ses nombreux hôtels, pensions, cafés, restaurants et boutiques de souvenirs est une étape pour les pèlerins hindous et bouddhistes sur leur chemin vers les temples de Muktinath, ainsi que pour les randonneurs sur le Tour des Annapurnas. En randonnée dans le sens des aiguilles d'une montre, Ranipauwa est le dernier village avant le col de Thorung La à 5 420 m.

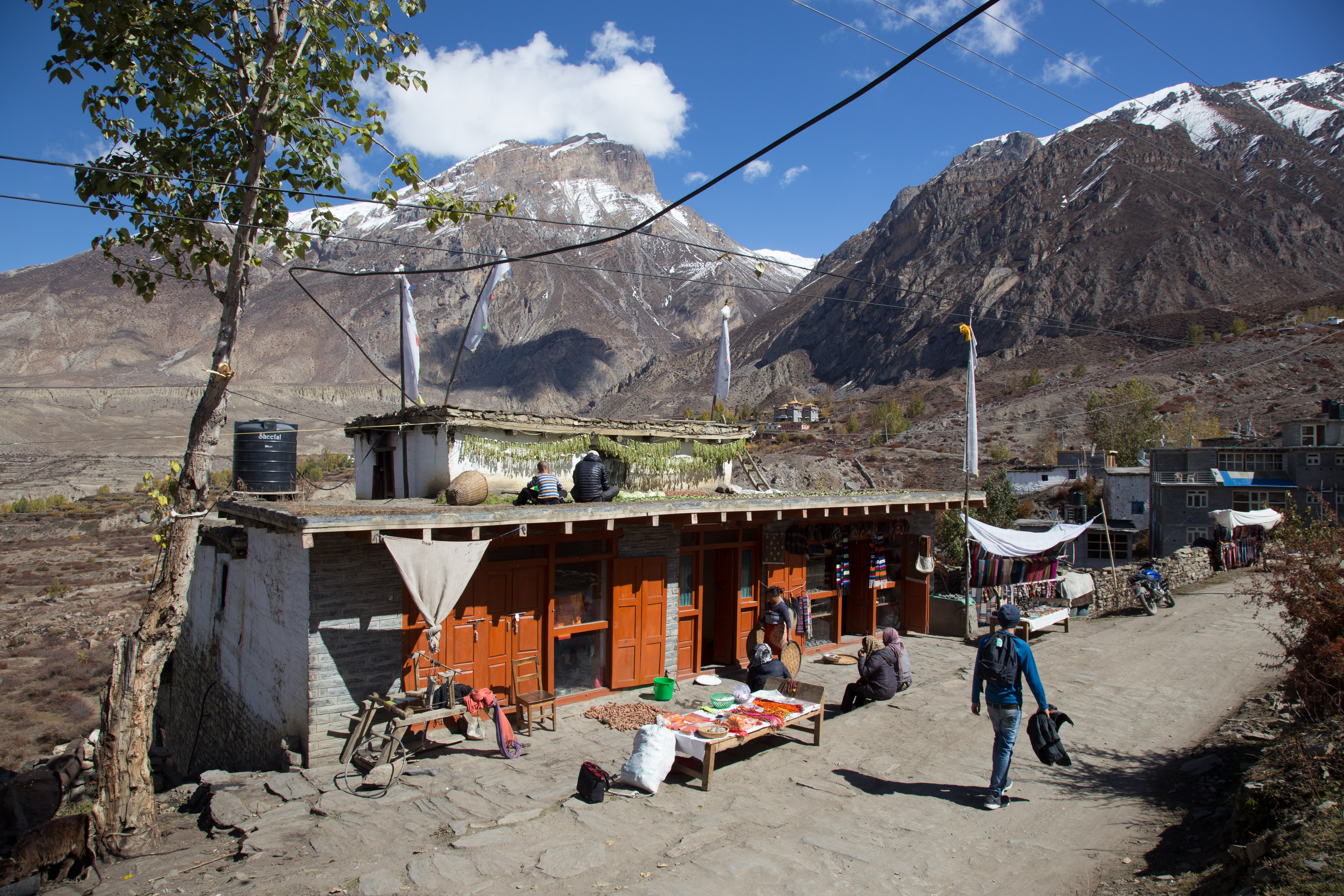
La rue principale de Ranipauwa.
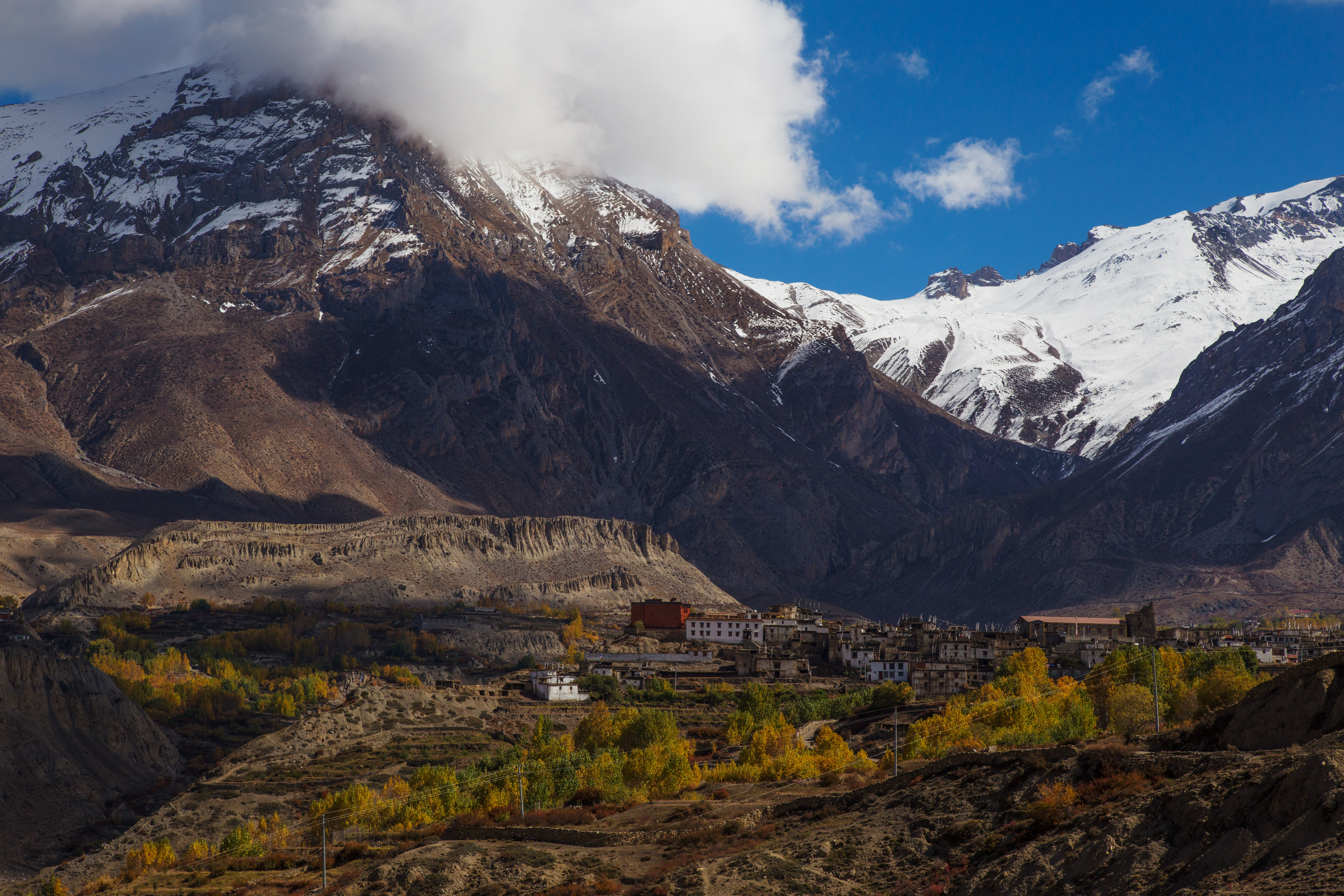
Le col de Thorung La derrière Jharkot et Ranipauwa.